# Anthology (álbum de Selena)
Anthology es un álbum recopilatorio de la cantante de música tejana Selena, lanzado el 7 de abril de 1998. Está compuesto por 30 canciones y dividido en un set de tres discos, con 10 canciones cada uno de estos. La mayoría de las canciones compiladas, han sido remezcladas y cambiadas a un nuevo ritmo para acoplarlas a la compilación. La compilación estuvo a cargo del padre de la cantante, Abraham Quintanilla y la producción por parte de su hermano, A.B. Quintanilla III.
Para este álbum, se escogieron las canciones poco conocidas de Selena (en su mayoría), grabadas entre 1985 a 1989, así como de sus últimos discos de 1990 a 1995.

## Listado de canciones
- Disco 1 - Pop/Inglés[3]

| Disco 1 - Pop/Inglés |                                                                      |                                                          |          |  |
| N.º                  | Título                                                               | Escritor(es)                                             | Duración |  |
| 1.                   | «Always Mine»                                                        | A.B. Quintanilla                                         | 3:36     |  |
| 2.                   | «No Quiero Saber» (Remix)                                            | Quintanilla III • Pete Astudillo                         | 3:40     |  |
| 3.                   | «Don't Throw Away My Love» (Remix de "My Love")                      | Selena Quintanilla                                       | 3:38     |  |
| 4.                   | «La Bamba»                                                           | Pendiente                                                | 3:52     |  |
| 5.                   | «I'm Getting Used To You»                                            | Diane Warren                                             | 8:36     |  |
| 6.                   | «Yo Fui Aquella» (Versión acústica)                                  | Quintanilla III                                          | 3:34     |  |
| 7.                   | «Captive Heart»                                                      | Mark Goldenber • Kit Hain                                | 4:23     |  |
| 8.                   | «Ámame»                                                              | Selena • Astudillo                                       | 3:38     |  |
| 9.                   | «Missing My Baby»                                                    | Quintanilla III                                          | 3:51     |  |
| 10.                  | «Disco Medley (Last Dance / The Hustle / On The Radio)» (Club Remix) | Paul Jabarra • Van McCoy • Dona Summer • Giorgio Moroder | 6:10     |  |

- Disco 2 - Mariachi[4]

| Disco 2 - Mariachi |                            |                              |          |  |
| N.º                | Título                     | Escritor(es)                 | Duración |  |
| 1.                 | «El Ramalazo»              | Tomás Mendez                 | 2:52     |  |
| 2.                 | «Dame Tu Amor»             | Quintanilla III • Ricky Vela | 3:45     |  |
| 3.                 | «Pa' Qué Me Sirve La Vida» | Jesús Monge                  | 2:52     |  |
| 4.                 | «Diferentes»               | Juan Gabriel                 | 3:16     |  |
| 5.                 | «Siempre Hace Frío»        | Cuco Sánchez                 | 3:13     |  |
| 6.                 | «¿Qué Creías?»             | Quintanilla III • Astudillo  | 3:30     |  |
| 7.                 | «Quiero Estar Contigo»     | Quintanilla III              | 2:28     |  |
| 8.                 | «Rama Caída»               | Juan H. Barrón               | 4:26     |  |
| 9.                 | «Sabes»                    | Vela                         | 2:24     |  |
| 10.                | «Tú, Solo Tú»              | Felipe Valdés Leal           | 3:12     |  |

- Disco 3 - Cumbia[5]

| Disco 3 - Cumbia |                      |                                  |          |  |
| N.º              | Título               | Escritor(es)                     | Duración |  |
| 1.               | «Yo Te Daré»         | Quintanilla III                  | 3:14     |  |
| 2.               | «La Puerta Se Cerró» | Pendiente                        | 3:49     |  |
| 3.               | «Corazoncito»        | Quintanilla III • Manny Guerra   | 2:48     |  |
| 4.               | «Enamorada de Ti»    | Luisa Fatello • Teresa Presmanes | 4:00     |  |
| 5.               | «No Debes Jugar»     | Quintanilla III • Vela           | 2:51     |  |
| 6.               | «Cariño Mío»         | Vela                             | 3:35     |  |
| 7.               | «Salta La Ranita»    | Víctor H. Garza                  | 3:12     |  |
| 8.               | «Te Amo Solo a Ti»   | E. J. Ledesma                    | 3:33     |  |
| 9.               | «La Llamada»         | Quintanilla III • Astudillo      | 3:09     |  |
| 10.              | «Baila Esta Cumbia»  | Quintanilla III • Astudillo      | 2:54     |  |